# Parni valjak
Parni valjak (z chorw. „Walec parowy”) – chorwacka grupa rockowa, założona w 1975 roku w Zagrzebiu.

## Historia
Grupa została założona w 1975 roku. Wiele ich piosenek stało się bardzo popularnych w Jugosławii. W miarę upływu lat Parni valjak zbierał także bardzo dobre opinie u chorwackich krytyków muzycznych.  W 2005 roku zespół odbył pożegnalną trasę koncertową na 30-lecie swojego istnienia, ale w 2009 roku członkowie Parni valjak ponownie się zjednoczyli, by udzielić serii koncertów. Potem nagrywali kolejne płyty, ostatnia z nich Vrijeme jest z 2018 roku. Wokalista Aki Rahimovski zmarł 22 stycznia 2022.

## Parni valjak a Polska
- W 2001 roku na płycie Yugoton ukazała się piosenka grupy „Uhvati ritam”, z polskim tekstem Pawła Kukiza i w jego wykonaniu razem z muzykami projektu Yugoton pod tytułem „O nic nie pytaj (bo nie pytam ja)”,
- w 2007 roku został wydany album grupy Yugopolis – Słoneczna strona miasta z 12 piosenkami z polskimi tekstami i w wykonaniu polskich muzyków i wokalistów,
- w 2009 roku płyta – kompilacja The Best of Yugoton/Yugopolis, na której znalazły się piosenki zespołów z byłej Jugosławii w wykonaniu polskich muzyków z projektów Yugoton i Yugopolis, a także gościnnie grupy Parni valjak,
- w 2012 roku ukazała się podwójna płyta Yugopolis 2,
- w 2013 roku płyta Bez prądu, z piosenkami jugosłowiańskich zespołów. Piosenkę „Miasto budzi się” zaśpiewał na tej płycie Paweł Kukiz razem z zespołem Parni valjak,
- w 2014 roku ukazała się kolejna płyta kompilacyjna Yugopolis – The Best of Yugopolis.

## Członkowie

### Obecni
- Marijan Brkić – gitara
- Husein Hasanefendić – gitara
- Zvonimir Bučević – gitara basowa
- Dražen Scholz – perkusja
- Berislav Blažević – instrumenty klawiszowe
- Tina Rupčić – wokal
- Anita Mlinarić – saksofon

### Byli członkowie
- Aki Rahimovski – wokal
- Jurica Pađen – gitara
- Zlatko Miksić – gitara basowa
- Srećko Antonioli – perkusja

## Dyskografia

### Albumy
- Dođite na show! (1976)
- Glavom kroz zid (1977)
- Gradske priče (1979)
- City kids – Steam Roller (1980; album anglojęzyczny)
- Vruće igre (1980)
- Vrijeme je na našoj strani (1981)
- Glavnom ulicom (1983)
- Uhvati ritam (1984)
- Pokreni se! (1985)
- Anđeli se dosađuju? (1987)
- Sjaj u očima (1988)
- Lovci snova (1990)
- Buđenje (1993)
- Samo snovi teku uzvodno (1997)
- Zastave (2000)
- Pretežno sunčano? (2004)
- Stvarno nestvarno (2011)
- Nema predaje (2013)
- Vrijeme (2018)

### Albumy koncertowe
- Koncert (LIVE) (1982)
- E = mc2 (LIVE) (1985)
- Svih 15 godina – LIVE... (1990)
- Bez struje – LIVE in ZeKaeM (1995)
- Kao nekada – LIVE at S.C. (2001)
- Live in Pula (2017)

### DVD
- 25 godina (2001)
- Bez struje – LIVE in ZekaeM (2005)

### VHS
- Koncert (1988)

### Kompilacje
- Parni Valjak (1985)
- Pusti nek' traje (1992)
- Balade (1998)
- Koncentrat 1977.-1983. (2005)
- Koncentrat 1984.-2005. (2005)
- The Ultimate Collection (2009)
- Najljepše ljubavne pjesme (2010)
- The best of (2010)

### Single
- Parni valjak / Šizofrenik (1976)
- Tako prođe tko ne pazi kad ga Parni valjak zgazi / Dok si mlad (1976)
- Ljubavni jadi jednog Parnog valjka / Teško je biti sam (1976)
- Prevela me mala / O šumama, rijekama i pticama (1976)
- Oću da se ženim / Ljeto (1977)
- Lutka za bal / Crni dani (1977)
- Od motela do motela / Predstavi je kraj (1978)
- Stranica dnevnika / Ulične tuče (1979)
- Ugasi me / Ugasi me (instrumental) (1985)
- Kekec je slobodan, red je na nas (1992)
- Kaži ja! / Sai Baba blues / Kaži ja! (Nu Zagreb Pepsi) (1997)
- Mir na jastuku (2000)
- Srcekrad (2000)
- Ugasi me (uživo) (2001)
- Tko nam brani / Dok si pored mene (2002)
- Nakon svih godina (2009)
- To sam stvarno ja (2009)
- Stvarno nestvarno (2010)